# Neil Aspinall
Neil Aspinall (Prestatyn, Gales, 13 de octubre de 1941 - Nueva York, 24 de marzo de 2008),  fue un road manager y un asistente personal de los Beatles. También fue director de Apple Corporation. 
Aspinall fue compañero de colegio de George Harrison y Paul McCartney, con los que trabó amistad en la infancia. Iba a la misma clase que McCartney y era un año mayor que Harrison. Falleció en Nueva York el 24 de marzo de 2008 a la edad de 65 años, víctima de cáncer de pulmón.

## Infancia

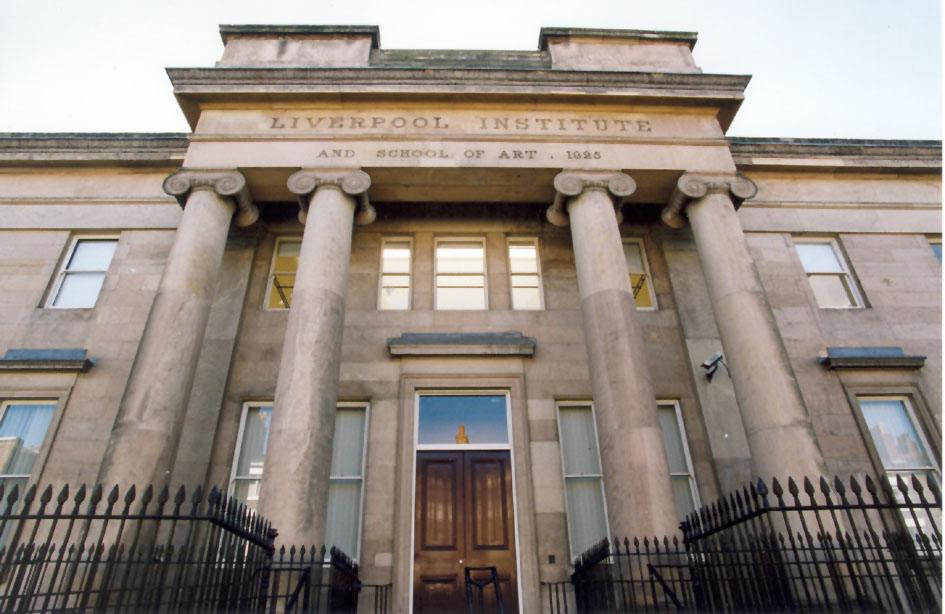
El Liverpool Institute, al cual asistieron Aspinall, McCartney y Harrison.

Los padres de Aspinall eran ambos de Liverpool, pero durante la llamada Batalla de Inglaterra (bombardeos aéreos masivos por parte de los aviones alemanes sobre Gran Bretaña durante la II Guerra Mundial) su madre fue evacuada a Prestatyn en Gales del Norte mientras el padre de Aspinall se encontraba al servicio de la Royal Navy y, por tanto, fuera de Liverpool. Aspinall nació en ese momento (1942) en Prestatyn, pero madre e hijo volvieron a Liverpool ese mismo año una vez que los bombardeos habían remitido.
Aspinall asistió a la escuela primaria de West Derby hasta los 11 años, para a los 12 asistir a la escuela secundaria en el Liverpool Institute, en Mount Street. Allí coincidió en la misma clase que Paul McCartney en las materias de Lengua Inglesa y Arte.
A la misma escuela asistía George Harrison, un año menor. Aspinall comentó tiempo después sobre su primer encuentro con Harrison:

My first encounter with George was behind the school’s air-raid shelters. This great mass of shaggy hair loomed up and an out-of-breath voice requested a quick drag of my Woodbine. It was one of the first cigarettes either of us had smoked. We spluttered our way through it bravely but gleefully. After that the three of us did lots of ridiculous things together (Aspinall, McCartney and Harrison). By the time we were ready to take the GCE exams we’d added John Lennon to our 'Mad Lad' gang. He was doing his first term at Liverpool College of Art which overlooks the Liverpool Institute playground and we all got together in a students coffee bar at lunchtime.

Aspinall tenía nueve GCEs (Certificados de Educación General) en el instituto y aprobó ocho de ellos, suspendiendo sólo el examen de francés. Dejó la escuela en julio de 1959 y estudió contabilidad.

## The Beatles
Aspinall tenía alquilada una habitación en casa de Mona Best, madre de Pete Best cuando Los Beatles tocaron en la inauguración de The Casbah Club el 29 de agosto de 1959, club que se encontraba en el sótano de la casa de Mona. Los Beatles habían usado hasta ese momento el transporte público para trasladarse hasta sus locales de actuación, pero en febrero de 1961 ya tocaban dos o tres veces por noche en diferentes clubes e incluso localidades, por lo que necesitaban a alguien que los transportara. Pete Best ofreció a Aspinall ser road manager de los Beatles a tiempo parcial, para lo que Aspinall compró una vieja furgoneta marca Commer (an "old, grey and maroon Commer van") que le costó 80 libras para acarrear los instrumentos de los cuatro Beatles. En julio de 1961, después de que The Beatles volvieran de su segundo viaje a Hamburgo, Aspinall dejó su trabajo para convertirse en su road manager permanente, ya que estaba ganando más dinero conduciendo para ellos del que ganaba siendo contable.
Neil Aspinall llevó a los Beatles a Londres en la Nochevieja de 1961, a la hoy famosa Decca audition, pero Aspinall se perdió, por lo que el trayecto les costó diez horas. Llegaron a su destino a las 10 de la noche y John Lennon dijo que llegaban «a tiempo para ver a los borrachos saltar en la fuente de Trafalgar Square (just in time to see the drunks jumping in the Trafalgar Square fountain)».
En 1963, Mal Evans también fue contratado y le ayudaba a trasladar el equipo de los Beatles (y trabajaba a la vez como guardaespaldas), lo cual liberó a Aspinall para que pudiera concentrarse en otras tareas, como arreglarles citas o comprarles cosas, tales como trajes, botas, comidas o bebidas.
Después de que Pete Best fuera despedido por Brian Epstein, Aspinall esperó a éste en las escaleras de la tienda de discos que tenía (NEMS) y fue el primero que le habló sobre el ya ex-Beatle en el pub The Grapes, al otro lado de The Cavern. Aspinall estaba furioso y le dijo que él dejaría también de trabajar para ellos, pero Best le insistió seriamente para que no lo hiciera. Finalmente, Aspinall decidió quedarse, pero esto supuso el final de su relación con Mona Best (una aventura que había traído el nacimiento de un bebé, Roag Best).
Fastidiado por el despido de su buen amigo Pete Best, Aspinall les preguntó a McCartney y a Lennon en el siguiente concierto por los motivos, y le respondieron que no era asunto suyo, que él sólo era el conductor ("It’s got nothing to do with you. You’re only the driver.").
Aspinall trabajó junto a Brian Epstein, quien semanalmente le daba las indicaciones para trasladar al grupo a sus actos públicos, conciertos y también el dinero que necesitaba o el que les había de trasladar a los miembros del grupo. The Beatles viajaban en la furgoneta de Aspinall junto con su equipo en un momento en el que las carreteras británicas eran poco llanas y lentas para recorrer.

### Asistente personal
El trabajo de Aspinall como asistente personal del grupo consistía en conducirles a los conciertos y otras citas que tuvieran, pero a menudo su trabajo era estar allí, disponible para cualquier cosa que pudieran necesitar. Aspinall viajó con ellos en su primera visita a Estados Unidos y, cuando George Harrison cayó enfermo y con fuerte fiebre, teniendo que quedarse en cama, le reemplazó en las pruebas de cámara para el programa de Ed Sullivan: Ed Sullivan Show. Antes de que la famosa portada para el disco Sgt. Pepper fuera terminada por el artista Peter Blake, Aspinall fue el encargado de ir a encontrar fotografías de toda la gente que había de figurar en la portada.
Tras las sesiones de grabación, Lennon, Harrison y Starr debían ser llevados de nuevo a sus casas en el llamado cinturón obrero (stockbroker belt) del sur de Inglaterra, pero Aspinall a menudo llevaba a McCartney y a Mal Evans en una limusina Austin Princess a un nightclub donde podían comer algo. El nightclub The Bag O'Nails era uno de sus favoritos, en barrio londinense del Soho, ya que a menudo se podía asistir a espectáculos musicales en directo mientras comían bistecs, patatas fritas y otras cosas, las cuales Aspinall inspeccionaba antes de que ellos se las comieran con una linterna de bolsillo que llevaba al efecto por la poca luz de estos locales. Esto lo hacía para asegurarse de que lo que iban a comer era exactamente lo que habían encargado, lo que era muy importante para McCartney.

### Contribuciones musicales
Aunque Aspinall no era músico, hizo algunas contribuciones menores en las grabaciones de esa época de los Beatles. Por ejemplo, tocó un instrumento llamado tamboura en la canción "Within You Without You", la armónica en "Being for the Benefit of Mr. Kite!", algo de percusión en "Magical Mystery Tour" y era uno de los muchos que componían el coro que cantaban en la canción "Yellow Submarine". También se le cita como la persona que inició los rumores de que los Beatles seguían tocando tras la supuesta muerte en accidente de coche de Paul McCartney.

## Vida personal y muerte
En 1961 y 1962, Aspinall se había hecho amigo de Pete Best y alquiló una habitación en la casa donde Best vivía con sus padres. Durante uno de los largos viajes de negocios del padre de Best, Aspinall, que entonces tenía 19 años, empezó una relación amorosa con la madre de Best, Mona Best. Fruto de esta relación nació Vincent Roag Best, a finales de julio de 1962; solamente tres semanas después, el 16 de agosto de 1962, Pete Best fue despedido de los Beatles.
El 30 de agosto de 1968, Aspinall se casó con Suzy Ornstein en el registro civil de Chelsea, Londres, con Magic Alex como padrino. McCartney, Starr y su mujer asistieron a la ceremonia, y también estuvieron en una fiesta sorpresa realizada más tarde en King's Road, Londres. Suzy es la hija de Bud Ornstein, alto ejecutivo de United Artists Pictures. Aspinall la conoció en 1964/1965, cuando su padre estaba supervisando la producción de las dos primeras películas de los Beatles: A Hard Day's Night y Help!. La pareja tuvo cuatro hijos: Gayla, Dhara, Mandy y Julian. Además de su trabajo para Apple, Aspinall y su esposa fueron los directores de su propia compañía, Standby Films Ltd., la cual manejaban desde su casa en Twickenham, Londres. En 1999, Standby Films lanzó una película sobre Jimi Hendrix, llamada Hendrix: Band of Gypsys.
Aspinall murió de cáncer de pulmón en Nueva York en 2008. Su funeral fue realizado en la Iglesia de Santa María la Virgen en Twickenham. Stella McCartney, Yoko Ono, Barbara Bach (mujer de Starr), George Martin, Pete Best y Pete Townshend asistieron al funeral, con Townshend tocando Mr. Tambourine Man de Bob Dylan como tributo. El servicio continuó con el entierro de Aspinall en el cementerio de Teddington. Aspinall dejó una suma de 7 millones de libras de herencia para Suzy, su esposa. Tras su muerte, el dinero será heredado por sus cinco hijos.